# Герб Воловецького району
Герб Волове́цького райо́ну — офіційний символ Воловецького району Закарпатської області затверджений рішенням сесії районної ради 23 вересня 2004 року.
Автор — А. Ґречило.

## Опис
Герб району: у зеленому полі прямокутного з півколом в основі щита на двох срібних горах, що виходять з основи, стоїть золотий віл, над ним — золоте 16-променеве сонце без обличчя. Золотий віл вказує на назву району та розвинене тваринництво. Дві срібні гори уособлюють Карпати, а прохід між ними символізує Верецький перевал, через який здавна йшов важливий шлях на північ. Золоте 16-променеве сонце є знаком розвитку відродження, тепла. Зелений колір означає лісозаготівлю та деревообробку, а також свідчить, що ліси займають більшу територію району.
Великий герб: щит з гербом району підтримує з одного боку золотий ведмідь, з іншого — золотий лев; щит увінчаний золотою територіальною короною, під щитом іде зелена стрічка із золотим написом «Воловецький район».